# Cordulegaster maculata
Cordulegaster maculata is een echte libel uit de familie van de bronlibellen (Cordulegastridae). De libel is zo'n 7 cm lang en heeft gele stippen op de rugzijde van het achterlijf. De bovenkant van de kop is geel bij mannetjes en bruin bij wijfjes.
De wetenschappelijke naam van de soort werd in 1854 gepubliceerd door Edmond de Selys Longchamps.
De soort komt voor in Noord-Amerika en leeft bij kleine, heldere stromen.